# Commodore Plus/4
Commodore Plus/4 — домашний компьютер, выпущенный компанией Commodore в 1984 году. Под «Plus/4» подразумевался набор из четырёх встроенных приложений — текстовый процессор, электронная таблица, база данных и графическая программа.
Компьютер был довольно успешен в Европе, но в США продажи полностью провалились — покупатели отдавали предпочтение Commodore 64.

## История
В начале 1980-х Commodore была втянута в ценовую войну на компьютерном рынке. Texas Instruments и Timex Corporation продавали свои компьютеры по ценам, подрезающим цену Commodore PET. В то же время, MOS Technology (подразделение Commodore) разработала видеочип, но не могла найти сторонних покупателей. В этих условиях в 1980 году появляется Commodore VIC-20, по цене 299,95 долларов. Позже из-за конкуренции цену на VIC пришлось снизить до 99 долларов, и в итоге VIC-20 стал первым компьютером, проданным тиражом в более 1 млн экземпляров. Commodore 64, первый компьютер с 64 КБ ОЗУ и ценой ниже 600 долларов, был второй ставкой в ценовой войне, но он был гораздо дороже в производстве чем VIC, поскольку использовал дискретную логику. C64 также становится бестселлером и к моменту появления Plus/4 продаётся по цене в 199 долларов. И хотя продажи C64 продолжают расти, глава Commodore Джек Трэмиел хочет выпустить новый ряд машин, использующих меньше чипов и при этом решающих ряд проблем VIC и C64, на которые жаловались пользователи. Главным козырем С264 должна была стать цена. Модель с 64 КБ ОЗУ собирались продавать за $80. Однако, после ухода Джека из компании, менеджмент принял новую концепцию для TED-компьютеров. К С264 добавили 32 КБ ПЗУ с пакетом прикладных программ, назвали это изделие С+4 и установили цену, превышающую цену С64. Предположительно С+4 готовили на роль конкурента Sinclair QL. 
Новая линейка моделей включает C116, C16 и 264, последняя из них была выпущена как Plus/4. Также существовали прототипы 232 (по сути, Plus/4 с 32 КБ ОЗУ и без прикладного ПЗУ) и V364 с цифровой клавиатурой и встроенным модулем голосового синтезатора. Все эти модели использовали процессор MOS 8501 и чип «всё в одном» MOS Technology TED (TExt Display) для видео, звука, работы с клавиатурой и джойстиками, тремя таймерами и др. Тем самым, устройство Plus/4 ближе к VIC-20, чем к C64.
Все модели этого ряда отличались тёмно-серым цветом корпуса, против светло-серого у VIC и C64.
Plus/4 была флагманской моделью ряда: 64 КБ ОЗУ против 16 КБ у C116/C16, плюс встроенные приложения. Plus/4 и C16 имели полноходовую клавиатуру, C116 — резиновые клавиши. Модель C116 продавалась только в Европе.
Сильные стороны C+4: 121 цвет (16 у C64); возможность использования до 60 КБ с бэйсиком, благодаря простому переключению банков памяти ОЗУ/ПЗУ (38 КБ у C64); улучшеный бэйсик со структурными, графическими, дисковыми и другими дополнительными командами (их нет у C64); быстрый дисковод 1551 (почти в три раза быстрее 1541); чип последовательного интерфейса RS-232, позволяющий осуществлять связь со скоростью до 19200 бит/с (С64 — 2400); кнопка перезагрузки; встроенный монитор машинного языка; встроенный пакет прикладных программ; невысокая цена; простота использования 4-битного оцифрованного звука; значения всех регистров TED могут считываться и устанавливаться программно; удобные клавиши управления курсором; быстрый процессор, который на PAL моделях в режиме NTSC может работать на частоте 2,22 МГц — это делает Plus/4 одним из самых быстрых, основанных на 6502 компьютеров. С+4 в стандартных видеорежимах примерно на 25% быстрее С64, но в режиме с погашенным экраном С+4 уже почти на 75% быстрее. C+4 может работать одновременно с 256 символами в стандартном текстовом режим, что позволяет русифицировать ПО. Стандартные графические возможности C+4 могут быть значительно расширены использованием разделения экрана растровыми прерываниями. Используя эти возможности можно показывать рисунки с разрешением до 320x288 точек для машин системы PAL и до 320x240 для NTSC. С С+4 можно использовать и чересстрочную развертку, её, в частности, использует программа для просмотра цветных картинок. 
Слабые стороны: более медленный, из-за постоянных переключений банков памяти, чем у C64 бэйсик; отсутствие фирменного модема для использования аппаратной возможности для быстрой связи (используя преобразователь напряжения, можно использовать стандратные модемы для последовательного порта RS-232); посредственное качество встроенного пакета прикладных программ; отсутствие спрайтов; уступающий по качеству C64 звук; нестандартные порты для джойстика и магнитофона; гораздо меньшее по сравнению с C64 количество программ; нестандартные сигналы с напряжениями 0 и 5В у чипа последовательного интерфейса; невозможность подключения игровых колес; отсутствие мышки.
Plus/4 появился в 1984 году по цене в 299 долларов. Уже в 1985 году его производство было прекращено. Разработчик TED, Бил Херд, главной причиной неуспеха основанных на TED машин видит в уходе Джека Трамиела из Commodore в 1984. Plus/4 должен был стать дешевым текстовым процессором и не задумывался как игровой.  В 1989 все произведенные Plus/4 были распроданы по минимальным ценам (менее 50 долларов) и машина пропала с рынка.  Наибольшую популярность Plus/4 приобрели в Венгрии. В Дании Plus/4 использовался в системе связи для плохослышащих.

## Технические характеристики

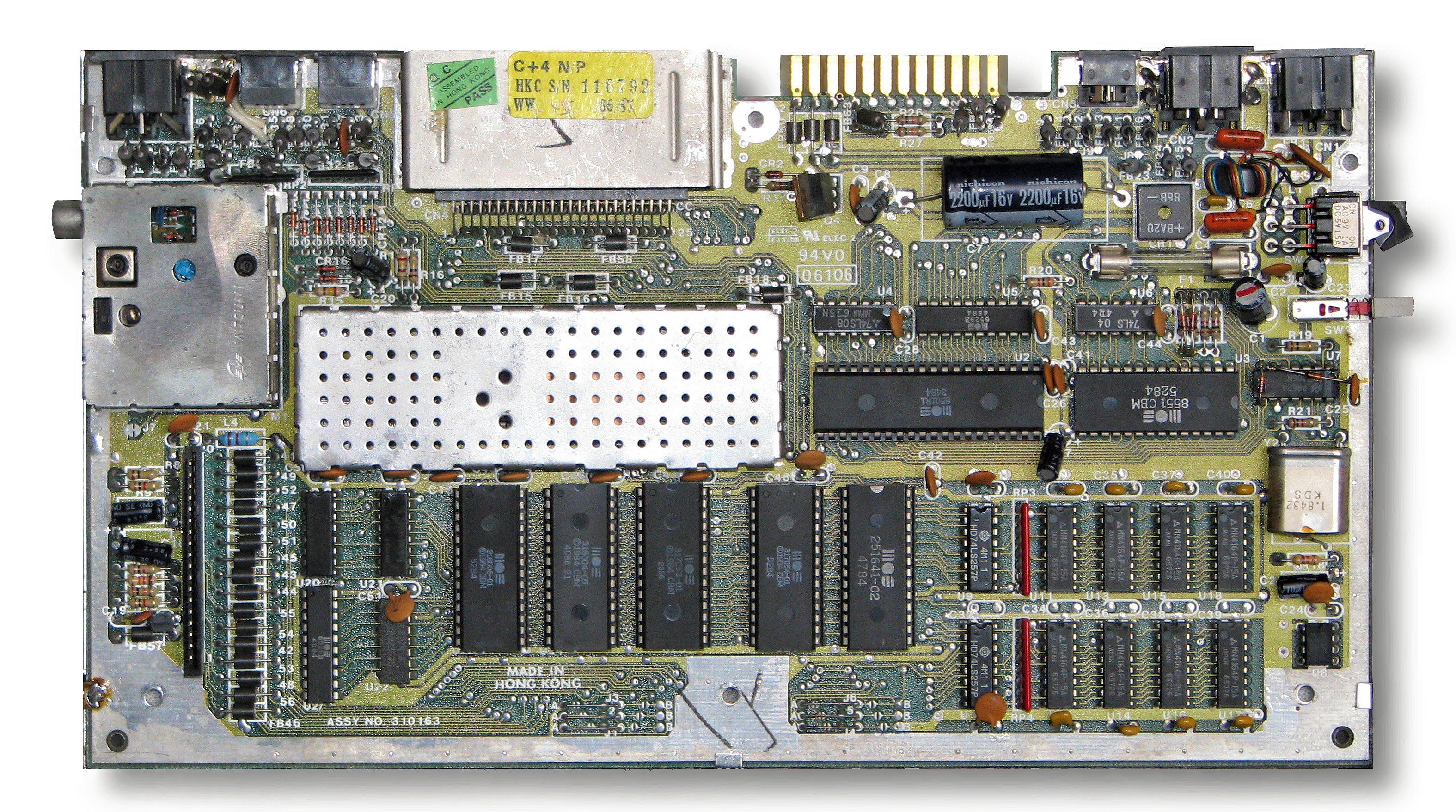
Плата Plus/4

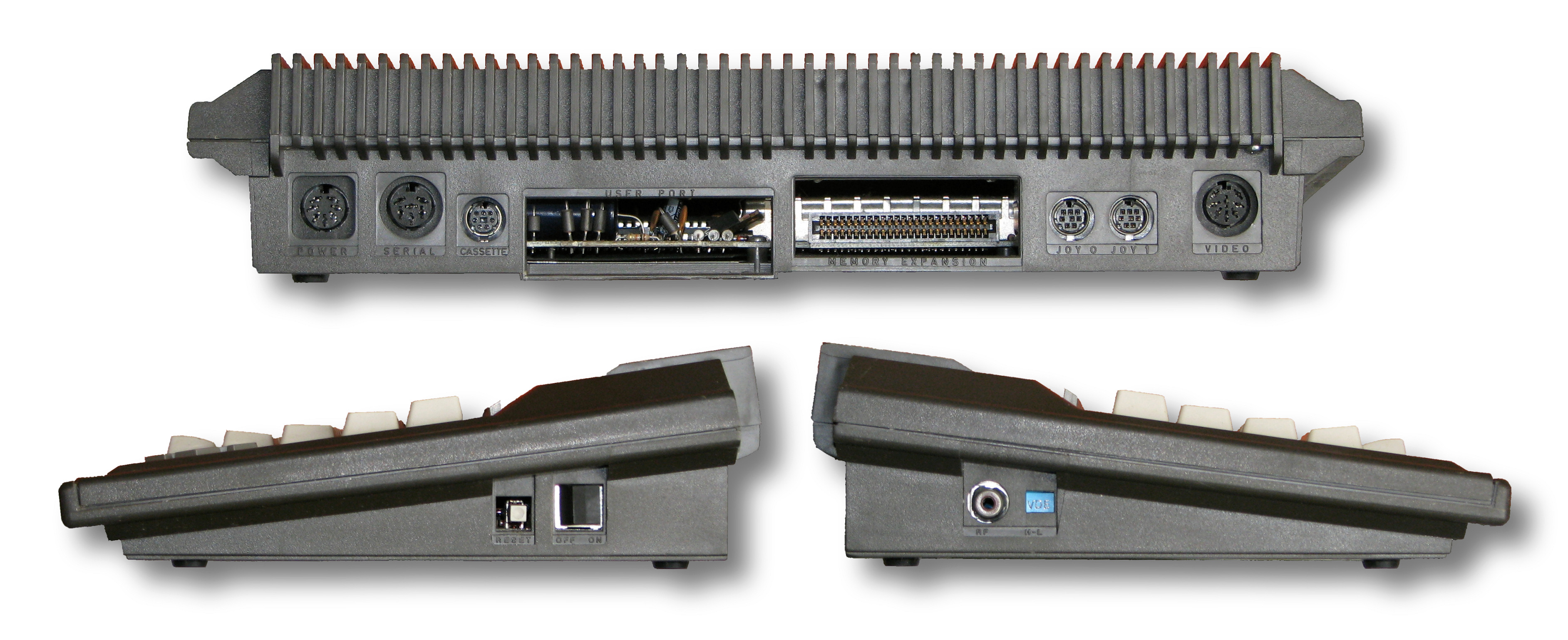
Интерфейсы Plus/4

- Процессор: MOS Technology 7501 на частоте 1,77 МГц (PAL) / 1,79 МГц (NTSC)
- ОЗУ: 64 КБ, расширяемое до 1 МБ[7]
- ПЗУ: 64 КБ, расширяемое стандартными картриджами до 128 КБ
- Видеорежимы:
  - Текстовый 40×25 символов, бывает трех разновидностей: стандартный, многоцветный и расширенный цветной
  - 160×200 точек, 121 цвет, 2 bpp
  - 320×200 точек, 121 цвет, 1 bpp
- Порты:
  - Интерфейс магнитофона, для подключения Commodore 1531 Datassette, несовместимый с C64 только по разъему
  - Слот картриджа, несовместимый с C64
  - 2 порта джойстиков, несовместимые с C64
  - Последовательная шина Commodore
  - Пользовательский порт (для модема или нестандартных устройств)
  - Композитный видеовыход, со звуковым моно-сигналом
  - Выход на телевизор